# Pavel Kulig
Pavel Kulig (* 24. září 1974) je bývalý český fotbalista, záložník.

## Fotbalová kariéra
S fotbalem začínal v Ostravě, dále hrál za FK Baník Havířov, FC Karviná a TJ Bohumín, do Bohemians přišel v roce 1999 z VP Frýdek-Místek. V lednu 2003 byl prodán do 1. FC Košice jako splátka starého dluhu za Čontofalského. Na východě Slovenska vydržel jen pár měsíců a v září 2003 odešel do Opavy, protože v Košicích mu neplnili smlouvu. Záložník s dobrou levačkou, který dával góly z přímých kopů, technicky solidně vybavený s chybějícím důrazem a rychlostí. V české lize nastoupil ve 110 utkáních a dal 8 gólů. Ve slovenské lize nastoupil v 17 utkáních a dal 5 gólů.

## Ligová bilance
| Ročník                 | Zápasy | Góly | Klub            |
| ---------------------- | ------ | ---- | --------------- |
| Gambrinus liga 1999/00 | 29     | 3    | Bohemians Praha |
| Gambrinus liga 2000/01 | 20     | 2    | Bohemians Praha |
| Gambrinus liga 2001/02 | 26     | 2    | Bohemians Praha |
| Gambrinus liga 2002/03 | 7      | 1    | Bohemians Praha |
| Corgoň liga 2002/03    | 17     | 5    | 1. FC Košice    |
| Gambrinus liga 2003/04 | 12     | 0    | SFC Opava       |
| Gambrinus liga 2004/05 | 16     | 0    | SFC Opava       |
| CELKEM                 | 127    | 13   |                 |